# Liolaemus fuscus
Liolaemus fuscus — вид ігуаноподібних ящірок родини Liolaemidae. Ендемік Чилі.

## Поширення й екологія
Liolaemus fuscus мешкають у центральній частині Чилі, від Атаками на південь до Біобіо. Вони живуть у склерофітних лісах і заростях чилійського маторалю. Зустрічаються на висоті до 1900 м над рівнем моря. Живляться комахами, відкладають яйця.